# Акромиопластика
Акромиопластика, предња акромиопластика или субакромијална декомпресија је оперативна техника уклањања механичке баријере (коштаних избочина), која ограничава физиолошке покрете главе надлактичне кости, током абдукције и спољне ротације током покрета у раменском зглобу. Хируршким уклањањем коштаних избочина (лопатица) у пределу рамена  смањењује се механички притисак на мишиће ротаторне манжетне, и уклања бол.

## Опште информације
Акромиопластика је хируршки поступак који се изводи у следећим случајевима:
- ако  пацијенту  осећа бол и слабост у рамену узроковане стањем познатим као синдром укљештења,[2] код кога се тетиве се провлаче испод акромијалне кости на врху лопатице, а ако су тетиве оштећене или упаљене, могу отрести дно акромиона.

- да би се изравнали или уклонили сви груби делови акромиона како би се створило више простора за кретање тетива.[2]

- код спортисти који учествују у спортским активностима које укључују покрете рукама и раменима изнад главе и могу развити синдром укљештења.

- упале тетива рамена, посебно ротационе манжетне,  узроковане прекомерном употребом или понављаним активностима попут сликања или дизања.

- ако пацијент доживљава упорни бол који не ублажава противупално средство, одмор или лед, хирург ће може предложити акромиопластику.[5]

Ако хирург процени да ће пацијент имати користи од акромиопластике, поступак се може извести или као отворена операција или као артроскопска операција. 
Ако се код пацијента након интервенције јаве болови и оток они се могу лечити ледом и средствима за ублажавање болова. Хирург такође може да препише вежбе које ће пацијент започети дан или два после операције. Генерално, важно је да пацијент поштује препоруке хирурга и физиотерапеута како би након акромиопластике вратио пуни опсег покрета у рамену.

### Отворена метода
Отворена акромиопластика се изводи резањем на предњем делу рамена ради комплетног прегледа тетива и мишића. Овом интервенцијом лекар може да правилније процени обим покрета. Хирург може уклонити предњи део акромионске кости и „обријати” избочине на доњој страни кости како би добио глатку површину.  Опоравак након ове отворене операције може потрајати дуже, али хирургу даје већи приступ подручју рамена.

### Артроскопска метода
Акромиопластика се такође може извести као артроскопски поступак у коме се направи неколико малих резова у пределу рамена. За преглед акромиона и раменог зглоба уметће се артроскоп који садржи камеру и извор светлости. Такође се убацују и хируршки инструменти како би се огребао или уклонио део акромиона. Овај артроскопски поступак је мање инвазиван и време опоравка је краће.
Након артроскопије пацијент проводи неколико сати или евентуално преноћи у болници.
Предности
Предности ове методе су:
- Брзо зарастање постоперативне ране
- Минимално стварање ожиљака
- Мањи бол након операције
- Мали губитак крви
- Кратак боравак у болници

## Рехабилтација
Постоперативни опоравак од акромиопластике је обично брз. Физиотерапија се почиње одмах након процедуре. Опоравак се обично дешава у првих шест недеља након операције.
Након операције, пацијент ће обично носити ремен за придржавање руку, који се користити за одмор рамена након операције првих неколико дана. Дужина времена током којег људи треба да користе ремен веома варира, у зависности од процене хирурга.
Пацијенти такође могу да узимају антиинфламаторне лекове, као што је ибупрофен, или да користе лед након операције да ублаже бол.
Након операције, многи пацијенти учествују у програму рехабилитације, који може укључивати подршку физиотерапеута. који особи које вежбе може да да савет како дасмостално вежба код куће да поврати снагу и покретљивост.
Може проћи 2-4 месеца да се постигне потпуно ублажавање бола након акромиопластике. Када се особа подвргне и поправци ротаторне манжетне, може проћи 6-9 месеци да се потпуно опорави.

## Ризици и компликације
Свако ко размишља о акромиопластици треба да претходна разговара о потенцијалним ризицима и компликацијама са својим хирургом или доктором, а они могу бити:

### Инфекција
Инфекцију која може бити један од великих ризик након операције, карактерише:
- рана је врућа, црвена или натечена
- крварење или дренажа из резова
- погоршање бола
- висока температуру

### Остале компликације
Неке од могућих осталих компликација укључују:
- оштећење нерава
- оштећење крвних судова
- укоченост или "смрзнуто раме"
- компликације анестезије